# Poncan Ketik
Poncan Ketik, in oudere Nederlandse teksten ook Pontjang Ketjil is een eilandje in de Baai van Tapanoeli, vlak voor de stad Sibolga in Noord-Sumatra, Indonesië.
Het eiland bestaat uit witte zandstranden en rotsachtige gedeelten, vooral begroeid met kokospalmen, waroebomen, mangroven en grassen
Voor de opkomst van Sibolga was Poncan Ketik belangrijk als handelscentrum in de baai van Tapanoeli. In de koloniale periode vestigden de Nederlanders zich eerst in een fort op het eiland, het Fort van Tapanoeli. Pas in de loop van de 19e eeuw maakten zij van Sibolga het bestuurscentrum.
Het tegenwoordig onbewoonde eiland valt bestuurlijk onder de stadsgemeente (kota) Sibolga, hoewel hierover nog verschil van mening is met het regentschap (kabupaten) Midden Tapanoeli.
Vlak bij het eiland ligt het grotere Poncang Gadang; in het Minangkabaus betekent ketik "klein" en gadang "groot". Omdat het net als dit eiland een mooi uitzicht op zee heeft, ligt het in de ogen van de Indonesische overheid voor de hand om ze gezamenlijk toeristisch te ontwikkelen.